# Sylvester Groth
Sylvester Groth (* 31. března 1958, Jerichow) je německý herec a zpěvák (tenor).

## Filmografie

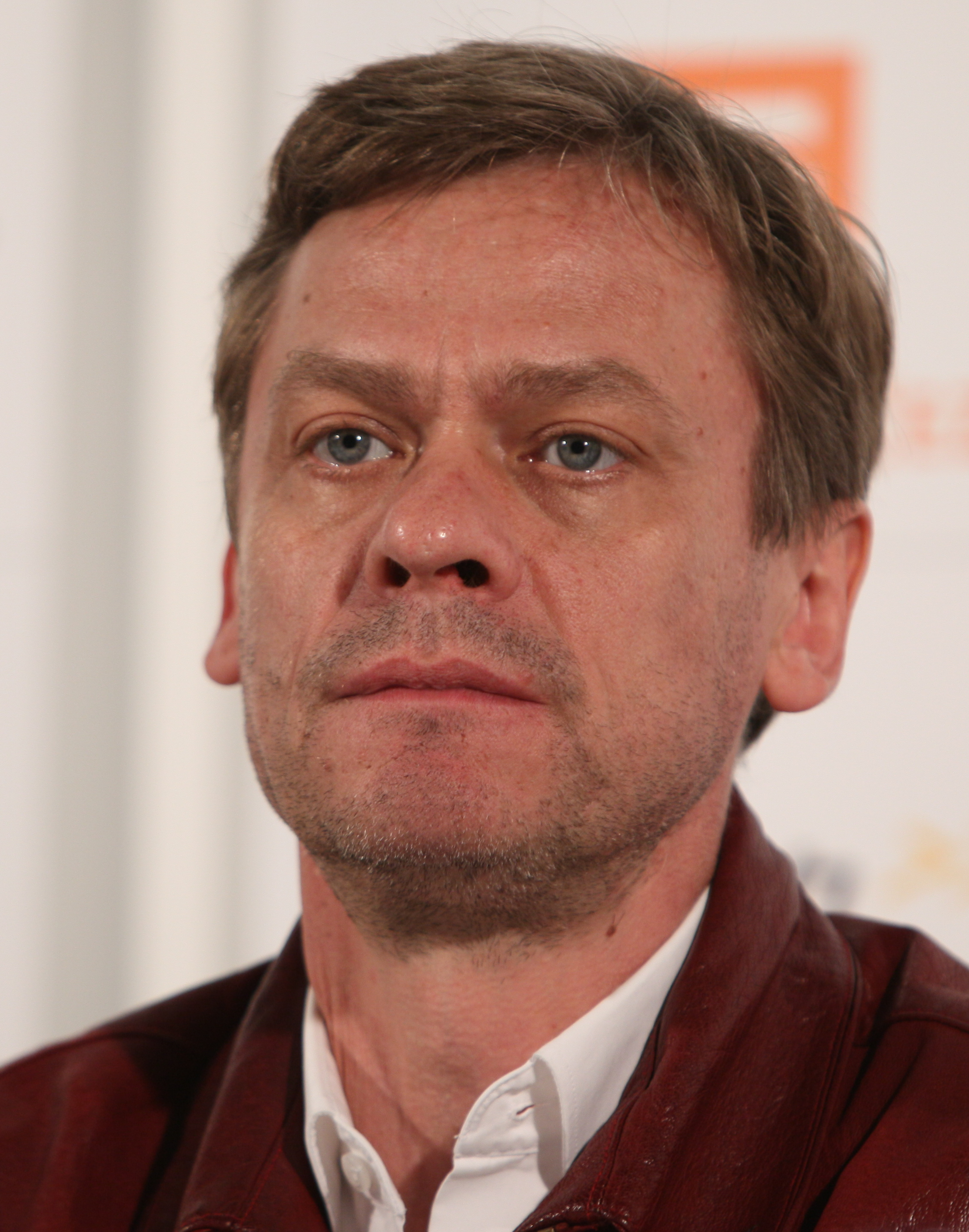
Sylvester Groth

Jeho první role byla ve filmu Stalingrad. Je známý z filmu Hanebný pancharti, kde ztvárnil ministra propagandy Josepha Goebbelse. Tutéž postavu ztvárnil také v roce 2007 ve filmu Můj Vůdce: Skutečně skutečná skutečnost o Adolfu Hitlerovi, od Daniho Levyho. V roce 2015 hrál v německém snímku Nahý mezi vlky. Hrál též ve filmu Krycí jméno U.N.C.L.E. režiséra Guye Ritchieho.